# Гіллсборо (округ Лаудун, Вірджинія)
Гіллсборо (англ. Hillsboro) — місто (англ. town) в США, в окрузі Лаудун штату Вірджинія. Населення — 114 особи (2020).

## Географія
Гіллсборо розташоване за координатами 39°12′2″ пн. ш. 77°43′31″ зх. д. / 39.20056° пн. ш. 77.72528° зх. д. (39.200431, -77.725203).  За даними Бюро перепису населення США в 2010 році місто мало площу 0,22 км², з яких 0,22 км² — суходіл та 0,00 км² — водойми.

## Демографія
Згідно з переписом 2010 року, у місті мешкало 80 осіб у 32 домогосподарствах у складі 25 родин. Густота населення становила 360 осіб/км².  Було 38 помешкань (171/км²).
Расовий склад населення:
| - 81,3 % — білих - 7,5 % — азіатів - 1,3 % — чорних або афроамериканців - 2,5 % — осіб інших рас |

До двох чи більше рас належало 7,5 %. Частка іспаномовних становила 1,3 % від усіх жителів.
За віковим діапазоном населення розподілялося таким чином: 26,2 % — особи молодші 18 років, 58,8 % — особи у віці 18—64 років, 15,0 % — особи у віці 65 років та старші. Медіана віку мешканця становила 45,0 року. На 100 осіб жіночої статі у місті припадало 90,5 чоловіків;  на 100 жінок у віці від 18 років та старших — 90,3 чоловіків також старших 18 років.
Середній дохід на одне домашнє господарство  становив 147 100 доларів США (медіана — 142 500), а середній дохід на одну сім'ю — 159 438 доларів (медіана — 158 750). Медіана доходів становила 90 000 доларів для чоловіків та 71 250 доларів для жінок. За межею бідності перебувало 3,6 % осіб, у тому числі 0,0 % дітей у віці до 18 років та 0,0 % осіб у віці 65 років та старших.
Цивільне працевлаштоване населення становило 52 особи. Основні галузі зайнятості: науковці, спеціалісти, менеджери — 23,1 %, публічна адміністрація — 13,5 %, освіта, охорона здоров'я та соціальна допомога — 13,5 %.